# French Championships de 1967
O French Championships de 1967 foi um torneio de tênis disputado nas quadras de saibro do Stade Roland Garros, em Paris, na França, entre 22 de maio e 3 de junho. Corresponde à 66ª edição e a última da era amadora.

## Finais

### Profissional
| Categoria | Evento    | Campeã(s)(o/ões)               | Vice-campeã(s)(o/ões)               | Resultado          | Chave(s)  | Chave(s)       |
| --------- | --------- | ------------------------------ | ----------------------------------- | ------------------ | --------- | -------------- |
| Simples   | Masculino | Roy Emerson                    | Tony Roche                          | 6–1, 6–4, 2–6, 6–2 | principal | qualificatório |
| Simples   | Feminino  | Françoise Dürr                 | Lesley Turner                       | 4–6, 6–3, 6–4      | principal | qualificatório |
| Duplas    | Masculino | John Newcombe Tony Roche       | Roy Emerson Ken Fletcher            | 6–3, 9–7, 12–10    | principal | principal      |
| Duplas    | Feminino  | Gail Chanfreau Françoise Dürr  | Annette Van Zyl DuPlooy Pat Walkden | 6–2, 6–2           | principal | principal      |
| Duplas    | Misto     | Billie Jean King Owen Davidson | Ann Haydon Jones Ion Ţiriac         | 6–3, 6–1           | principal | principal      |

### Juvenil
| Categoria | Evento    | Campeã(s)(o/ões)   | Vice-campeã(s)(o/ões) | Resultado     | Chave(s)  | Chave(s)       |
| --------- | --------- | ------------------ | --------------------- | ------------- | --------- | -------------- |
| Simples   | Masculino | Patrick Proisy     | Luis Felipe Tavares   | 6–3, 8–6      | principal | qualificatório |
| Simples   | Feminino  | Corinne Molesworth | Patricia Montano      | 3–6, 6–4, 6–4 | principal | qualificatório |